# Kalorimetar
Kalorimetar je mjerni instrument za određivanje količine topline koja se oslobađa ili troši tijekom neke kemijske promjene. Služi i za određivanje specifičnog toplinskog kapaciteta. Glavne vrste kalorimetara su vodeni kalorimetar, ledeni kalorimetar, kalorimetar s bombom i Nernstov kalorimetar. Za posebne svrhe primjenjuju se i drugi tipovi kalorimetara: strujni, kondenzacijski, isparni, adijabatski, diferencijalni. U novije doba težište je na razvoju instrumenata koji rade brzo, s vrlo malom količinom uzorka, a samo kalorimetriranje sve češće se primjenjuje kao rutinska analitička metoda zajedno s diferencijalnom termičkom analizom i diferencijalnom termogravimetrijom.

## Vrste kalorimetara

### Vodeni kalorimetar
Najjednostavniji kalorimetarje vodeni kalorimetar: sastoji se od toplinski izolirane posude s određenom količinom vode, miješalicom i termometrom. Količina topline koja se s nekog tijela prenosi na vodu, izračuna se iz podataka o masi vode i povišenju njezine temperature. 

### Ledeni kalorimetar
U ledenom kalorimetru (Robert Wilhelm Bunsen, 1870.) dovedena se toplina troši na otapanje leda i izračuna iz promjene obujma (volumena) smjese leda i vode. 

### Kalorimetar s bombom
Kalorimetar s bombom (Marcellin Berthelot, 1877.) služi za određivanje toplinske vrijednosti goriva i hrane. Sastoji se od hermetički zatvorene čelične komore (bombe) uronjene u vodu; izvagana količina tvari koja se ispituje spali se u bombi pod visokim tlakom u prisutnosti kisika ili natrijeva peroksida, a razvijena toplina izračuna se iz izmjerenoga povišenja temperature vode i toplinskoga kapaciteta bombe. 

### Nernstov kalorimetar
U Nernstovu kalorimetru (Walther Nernst), koji je prikladan za mjerenja pri niskim temperaturama, voda je zamijenjena metalnim blokom (obično od bakra), a temperatura se mjeri termoelementima.

## Kalorimetrija
Kalorimetrija je mjerna metoda za određivanje količine topline. Za razliku od mjerenja temperature (termometrije), kalorimetrija mjeri količinu toplinske energije koja se veže ili oslobađa pri nekom fizikalnom ili kemijskom procesu. Metoda se temelji na promatranju učinaka koje toplina proizvodi: povišenje temperature tvari dovođenjem topline, promjena fizikalnog (agregatnog) stanja tvari i pretvorba kemijske, električne ili mehaničke energije u toplinu. Kalorimetrijska određivanja primjenjuju se u mnogim granama znanosti i tehnike; ona su bitna za razumijevanje i tumačenje mnogih fizikalnih i kemijskih procesa, a služe i za utvrđivanje toplinskoga kapaciteta tvari, energetske vrijednosti goriva, hrane i drugo. Posebna je grana kalorimetrije biokalorimetrija koja uz pomoć biokalorimetra mjeri količinu topline uključenu u biološke procese.

### Toplinska vrijednost hrane
Toplinska vrijednost hrane može se utvrditi i oksidimetrijskom analizom, tj. određivanjem količine kisika potrebne za oksidaciju hrane (titracijom s oksidansima, npr. kalijevim jodatom, kalijevim dikromatom); druga se metoda sastoji u kemijskom određivanju bjelančevina, masti i ugljikohidrata u hrani i množenju dobivenih rezultata s odgovarajućim toplinskim (kaloričnim) koeficijentima.